# Бучацька міська територіальна громада
Бучацька міська громада — територіальна громада в Україні, у Чортківському районі Тернопільської області. Адміністративний центр — м. Бучач.
Площа громади — 531,2 км², населення — 38 181 осіб (2020).

## Історія
Утворена 11 грудня 2020 року шляхом об'єднання Бучацької міської та Бариської, Берем’янської, Бобулинської, Добропільської, Дулібівської, Жизномирської, Жниборідської, Заривинецької, Зеленської, Зубрецької, Киданівської, Ліщанецької, Новопетликівської, Озерянської, Осовецької, Переволоцької, Порохівської, Передмістянської, Підзамочківської, Ріпинецької, Сороківської, Старопетликівської, Язловецької сільських рад Чортківського району.

## Населені пункти
У складі громади 1 місто (Бучач) і 36 сіл:
- Бариш
- Берем'яни
- Білявинці
- Бобулинці
- Броварі
- Верб'ятин
- Доброполе
- Дуліби
- Жизномир
- Жнибороди
- Заліщики
- Заривинці
- Звенигород
- Зелена
- Зубрець
- Киданів
- Курдибанівка
- Ліщанці
- Матеушівка
- Нові Петликівці
- Новосілка
- Озеряни
- Осівці
- Переволока
- Передмістя
- Підзамочок
- Підлісся
- Пожежа
- Помірці
- Порохова
- Пушкарі
- Ріпинці
- Рукомиш
- Сороки
- Старі Петликівці
- Язловець

## Старостинські округи
| Назви старостинських округів | Населені пункти                                  | Старости                                   |
| ---------------------------- | ------------------------------------------------ | ------------------------------------------ |
| Бариський                    | с. Бариш                                         | Галина Довбан (з 30 листопада 2020)        |
| Бобулинецький                | с. Бобулинці                                     | Надія Головацька (з 30 листопада 2020)     |
| Добропільський               | с. Доброполе, с. Матеушівка                      | Зіновій Дрозд (з 30 листопада 2020)        |
| Дулібський                   | с. Дуліби                                        | Мар'ян Василечко (з 30 листопада 2020)     |
| Жизномирський                | с. Жизномир                                      | Марія Іванців (з 30 листопада 2020)        |
| Жнибородський                | с. Жнибороди                                     | Марія Стрілецька (з 30 листопада 2020)     |
| Зубрецький                   | с. Зубрець                                       | Віталій Ковалівський (з 30 листопада 2020) |
| Киданівський                 | с. Киданів                                       | Ганна Проста (з 30 листопада 2020)         |
| Передмістянський             | с. Передмістя, с. Малі Заліщики                  | Марія Басараба (з 30 листопада 2020)       |
| Ріпинецький                  | с. Ріпинці, с. Помірці                           | Галина Юшкалюк (з 30 листопада 2020)       |
| Сороківський                 | с. Сороки                                        | Михайло Роговський (з 30 листопада 2020)   |
| Старопетликівський           | с. Старі Петликівці, с. Білявинці                | Оксана Захарчишин (з 30 листопада 2020)    |
| Язловецький                  | с. Язловець, с. Новосілка, с. Броварі, с. Пожежа | Оксана Курмило (з 30 листопада 2020)       |